# Gulkindad kricka
Gulkindad kricka (Sibirionetta formosa) är en östasiatisk andfågel. Den häckar i östra Sibirien och flyttar vintertid till Kina, Japan och Korea. Arten uppträder mycket sällsynt i Europa. Fram tills nyligen betraktades många av fynden utgöras av rymlingar från parker, men allt oftare anses den kunna uppträda spontant, däribland i Sverige. Gulkindad kricka kategoriserades tidigare som utrotningshotad på grund av jakt och habitatförstörelse, men beståndet verkar ha återhämtat sig och arten listas numera som livskraftig.

## Utseende

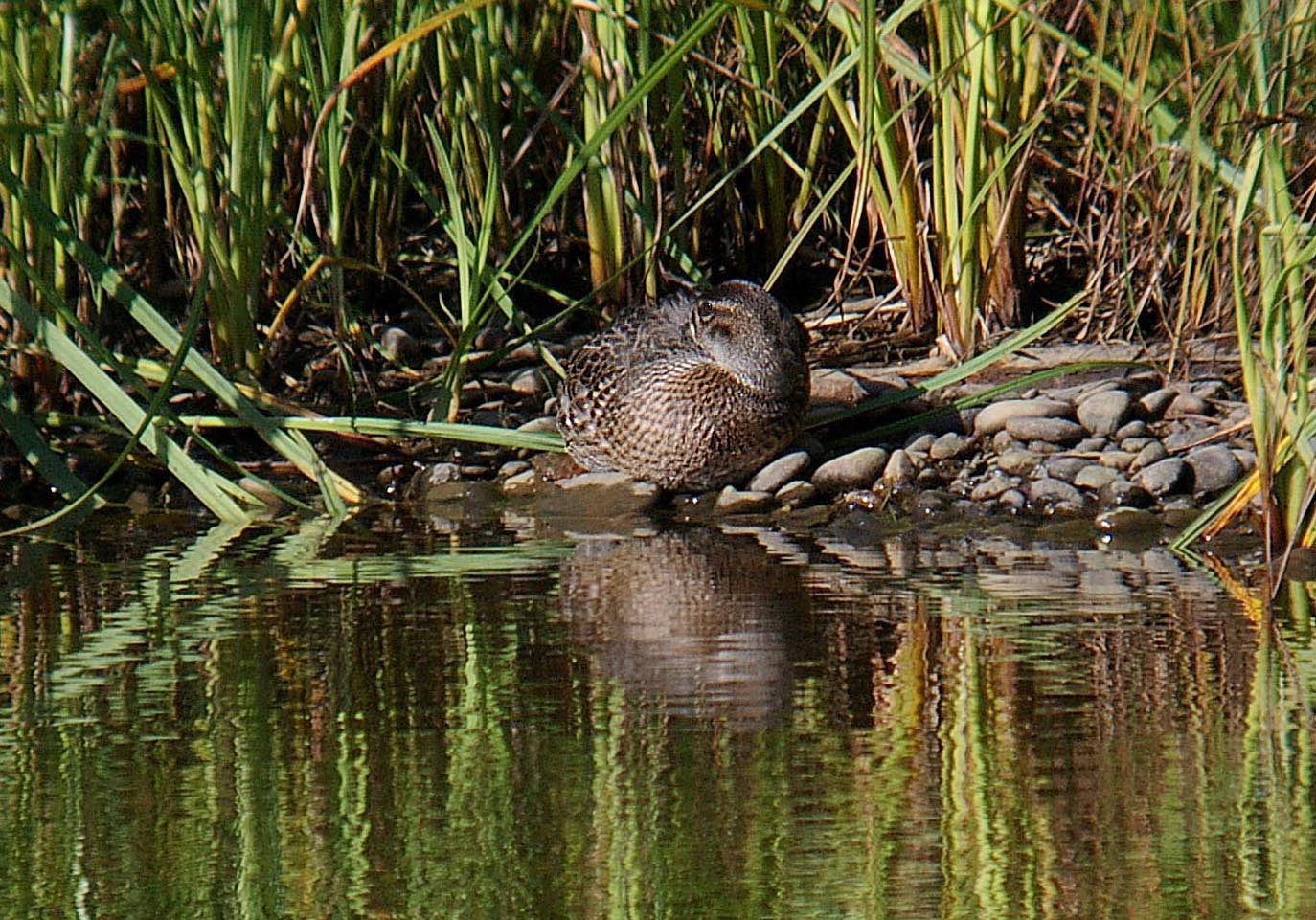
Hona.

Gulkindad kricka är mellan 39 och 43 centimeter lång och är därmed lite större och långstjärtad än kricka. Hanen i praktdräkt är omisskännlig med en mycket distinkt huvudteckning i grönt, gult och svart och med sitt vita lodräta band över bröstsidan och sina förlängda vingtäckare och helsvarta undergump. Ryggen och kroppsidan är grå och buken ljus.

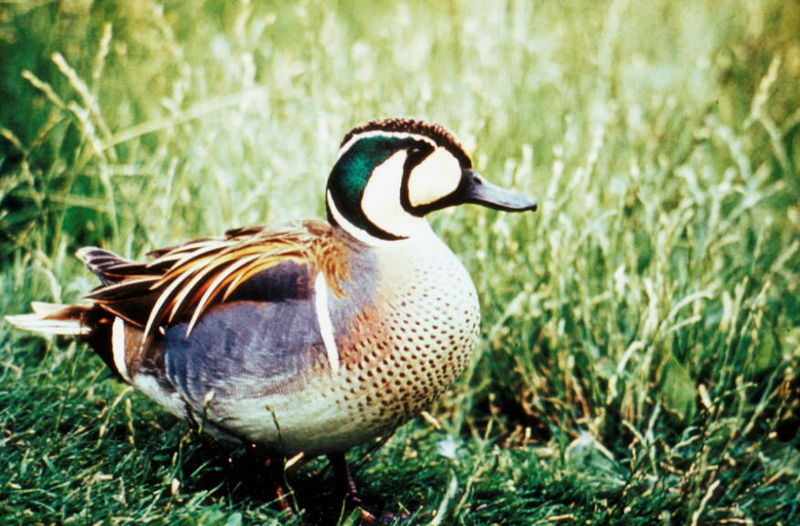
Hane gulkindad kricka.

Honan och juvenila fåglar har en liknande brunvattrad dräkt och en ljus rund fläck vid näbbasen. Hos honan är den omgärdad av en mörk ring. De har också ett mörkt tygelstreck bakom ögat. Efter parningen när hanen har ruggat sin praktdräkt och anlagt sin eklipsdräkt påminner han mer om honan.
Båda könen har en svart och grön vingspegel som framtill kantas av ett rödbrunt streck och baktill av ett brett vitt band. Detta ses bäst i flykten. Undersidan av vingen är trefärgad; svart längst fram, vitt i mitten och grått baktill. 

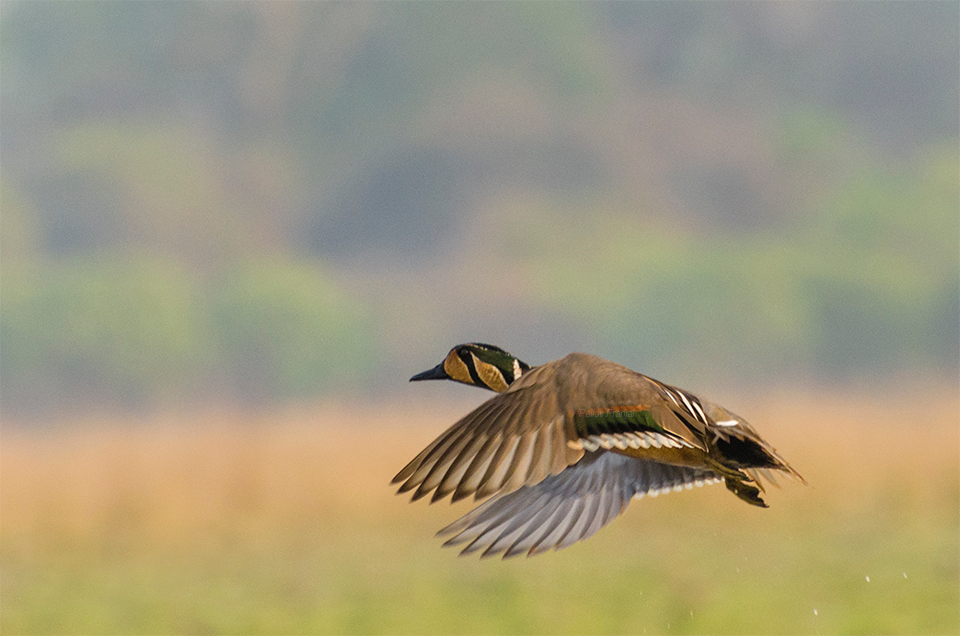
Hane i flykten.

## Läte
Från hanen hörs diverse djupa kluckande ljud som "klo-klo-klo" eller "proop". Honan har ett hård och plötsligt mörkt kvackande.

## Utbredning och systematik

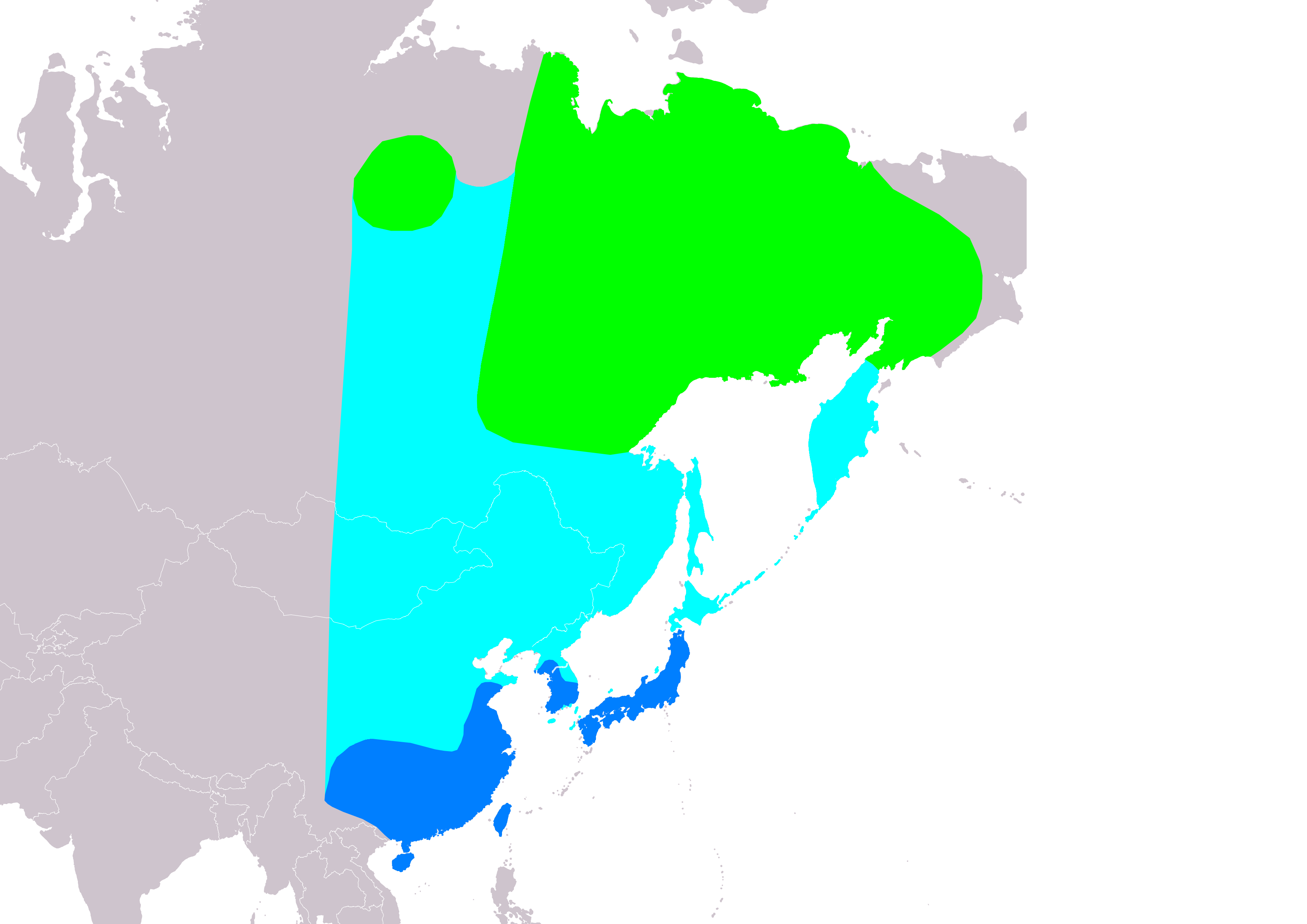
Gulkindade krickans utbredningsområde, där grönt betecknar vistelse sommartid och blått övervintringsområde.

Gulkindad kricka häckar i skogsregionen i östra Sibirien från Jenisejsbäckenet och österut till Kamtjatka, i sjöar i ytterkanten av tundror och i träskiga skogsområden. Den är en flyttfågel som övervintrar i Japan, Korea och i norra och östra Kina i låglänta sjöar och våtmarker. Vintrarna 1987 och 1988 övervintrade cirka 20 000 individer i Sydkorea och 1990 räknade man till 4 249 individer som övervintrade på sju olika lokaler i Kina.

### Uppträdande i Europa
Arten påträffas mycket sällan i Europa, mestadels vintertid. Eftersom den är en populär fågel i parker ansågs tidigare många, om inte alla,  dessa fynd utgöras av  förrymda exemplar. Fram tills nyligen ansågs det exempelvis råda tvivel om ursprunget till samtliga fynd av arten i Sverige. Vid två tillfällen, i Danmark och Storbritannien, har dock analys av väteisotoper i fågelns fjäderdräkt visat att gulkindad kricka med sibiriskt ursprung kan förekomma naturligt i Europa.
Med tanke på att arten dessutom är långflyttare och ingalunda en ovanlig art gjorde Raritetskommittén i Birdlife Sverige 2021 en omvärdering av uppträdandet i Sverige, så att gulkindade krickor hädanefter betraktas som spontant förekommande om tecken på att de skulle vara burrymlingar saknas. Efter en omgranskning har 18 fynd av 19 individer gjorts i Sverige, det första i Nälden i Jämtland 1931 och det senaste i januari och februari 2021 när en hane vistades i Fyrisån i Uppsala och i ett reningsverk i Knivsta i Uppland.

### Systematik
Tidigare placerades den gulkindade krickan i det stora simandssläktet Anas. Studier av molekulära data och beteende  tyder dock på att den inte har några nära släktingar bland dagens änder och placeras numera oftast i ett eget släkte, Sibirionetta. Trots sitt svenska namn är arten närmare släkt med exempelvis årta och skedand än med kricka.

## Levnadssätt
Gulkindad kricka häckar i floder, småsjöar, dammar och våtmarker i skogsområden eller på tundra. Födan består av frön, löv och växtdelar, men även vattenlevande ryggradslösa djur. Häckningsbiologin är dåligt känd. Den anländer till häckplatserna mellan slutet av april och maj, med äggläggning i slutet av maj söder om polcirkeln eller början–mitten av juni norr om.

## Status
Tidigare kategoriserades gulkindad kricka som sårbar, främst på grund av habitatförstöring av dess vinterkvarter men även på grund av jakt. Det finns dock indikationer på att arten håller på att återhämta sig, med allt ökande antal övervintrare i Sydkorea, i Kina och möjlige, sedan 1990-talet, i Japan. Numera placerar internationella naturvårdsunionen IUCN arten i kategorin livskraftig. Asian Waterbird Census 2004 uppskattade beståndet i Korea till 455 000 individer. I en annan studie samma år rapporterades 658 000 individer, men det tros vara en överskattning.